# Béla Kovács (Politiker, 1908)

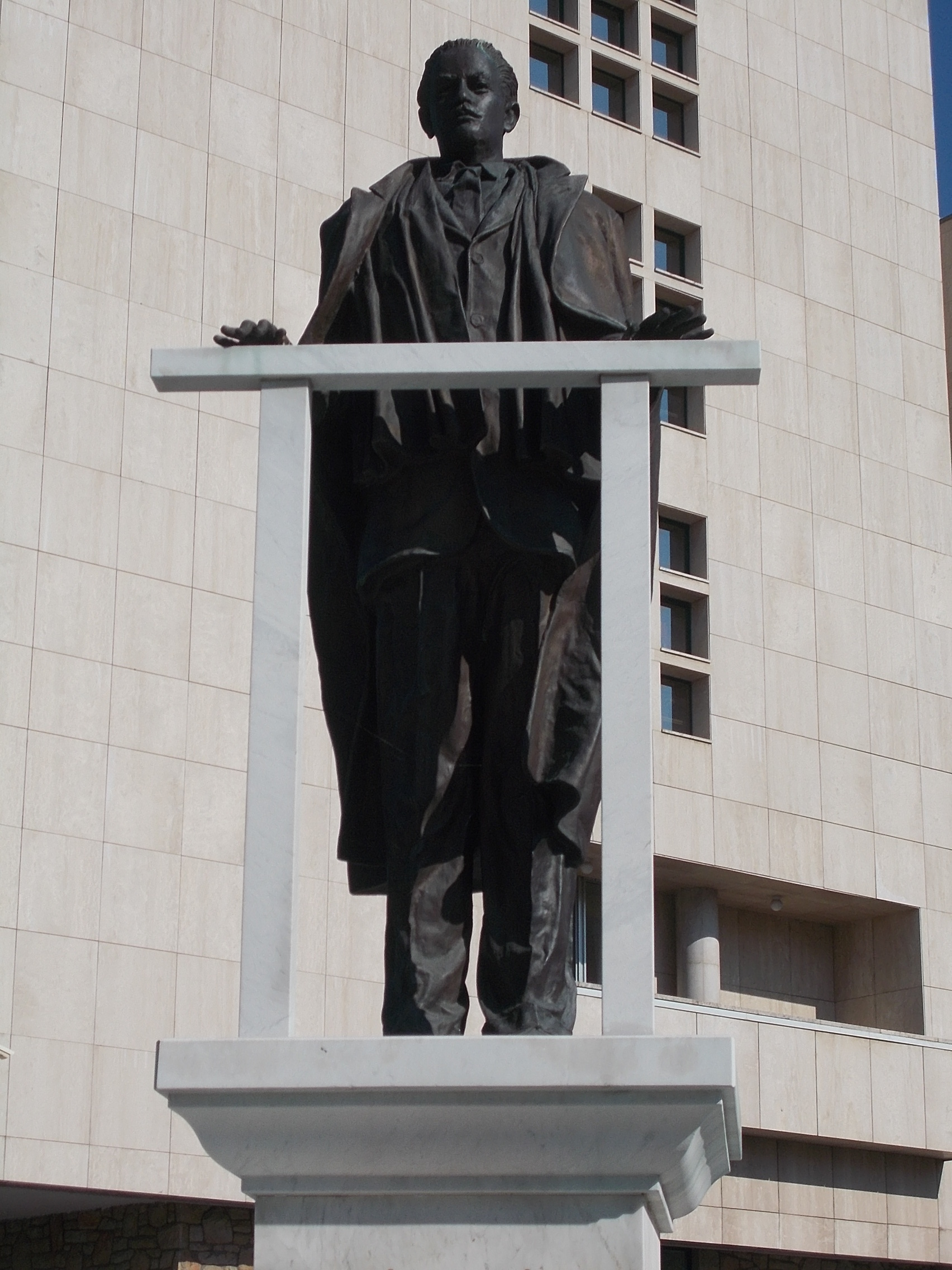
Statue von Béla Kovács vor dem Bürogebäude der ungarischen Nationalversammlung

Béla Kovács (* 20. April 1908 in Patacs, Komitat Baranya (heute zu Pécs); † 21. Juni 1959 in Pécs) war ein ungarischer Politiker der Unabhängigen Partei der Kleinlandwirte (FKgP). Er war in der unmittelbaren Nachkriegszeit von November 1945 bis Februar 1946 sowie im Zuge des Ungarischen Volksaufstands im Oktober bis November 1956 Landwirtschaftsminister Ungarns.

## Aufstieg
Béla Kovács wurde am 20. April 1908 als Sohn von Kleinbauern geboren. Nach der Volksschule besuchte er landwirtschaftliche Berufsschulkurse und erlernte den Kellnerberuf. Nach seiner Hochzeit 1926 übernahm er den 8 Morgen großen Bauernhof, den seine Frau geerbt hatte. Diesen konnte er später auf 30 Morgen vergrößern.
Im Jahr 1933, trat Kovács der Független Kisgazda-, Földmunkás- és Polgári Párt (FKGP; Unabhängige Partei der Kleinlandwirte) bei, die sich um die Vertretung der Interessen der Kleinbauern und Landwirte in der Politik kümmerte. Nach sechs Jahren in dieser Partei erlangte er durch eine parteiinterne Wahl das Amt des stellvertretenden Generalsekretärs dieser Partei und wurde Kandidat bei der Parlamentswahl. Im Jahre 1941 wurde er vom Bund Ungarischer Bauern zum Generalsekretär ernannt.

## Kriegsende, FKgP-Generalsekretär und Landwirtschaftsminister
In der Endphase des Zweiten Weltkrieges gehörte Kovács nach der Befreiung Pécs’ von der deutschen Besatzung am 29. November 1944 der provisorischen Stadtverwaltung an. Ab Dezember 1944 führte eine Provisorische Nationalregierung unter Béla Miklós mit Sitz in Debrecen die zivile Verwaltung in den sowjetisch kontrollierten Teilen Ungarns. In dieser fungierte Kovács als Staatssekretär im Innenministerium. 
Nach Kriegsende wurde er im August 1945 zum Generalsekretär seiner Partei gewählt. Diese gewann bei der Parlamentswahl im November 1945 mit 57 Prozent der Stimmen eine absolute Mehrheit. In die erste Nachkriegsregierung unter Kovács’ Parteikollegen Zoltán Tildy musste sie auf Drängen der sowjetischen Besatzungsmacht aber auch kommunistische und sozialdemokratische Minister aufnehmen. 
In Tildys Kabinett amtierte Kovács vom 15. November 1945 bis 4. Februar 1946 als Landwirtschaftsminister. Dieses Amt behielt er auch nach der Wahl Tildys zum Staatspräsidenten unter dem neuen Ministerpräsidenten Ferenc Nagy, bis er am 23. Februar 1946 von seinem Parteikollegen István Dobi abgelöst wurde. Die Sowjets versuchten in jener Zeit, mit einer „Salamitaktik“ die Kleinlandwirte-Partei zu spalten, schrittweise zu entmachten und stattdessen die Kommunisten an die Macht zu bringen.

## Verhaftung und Lagerhaft

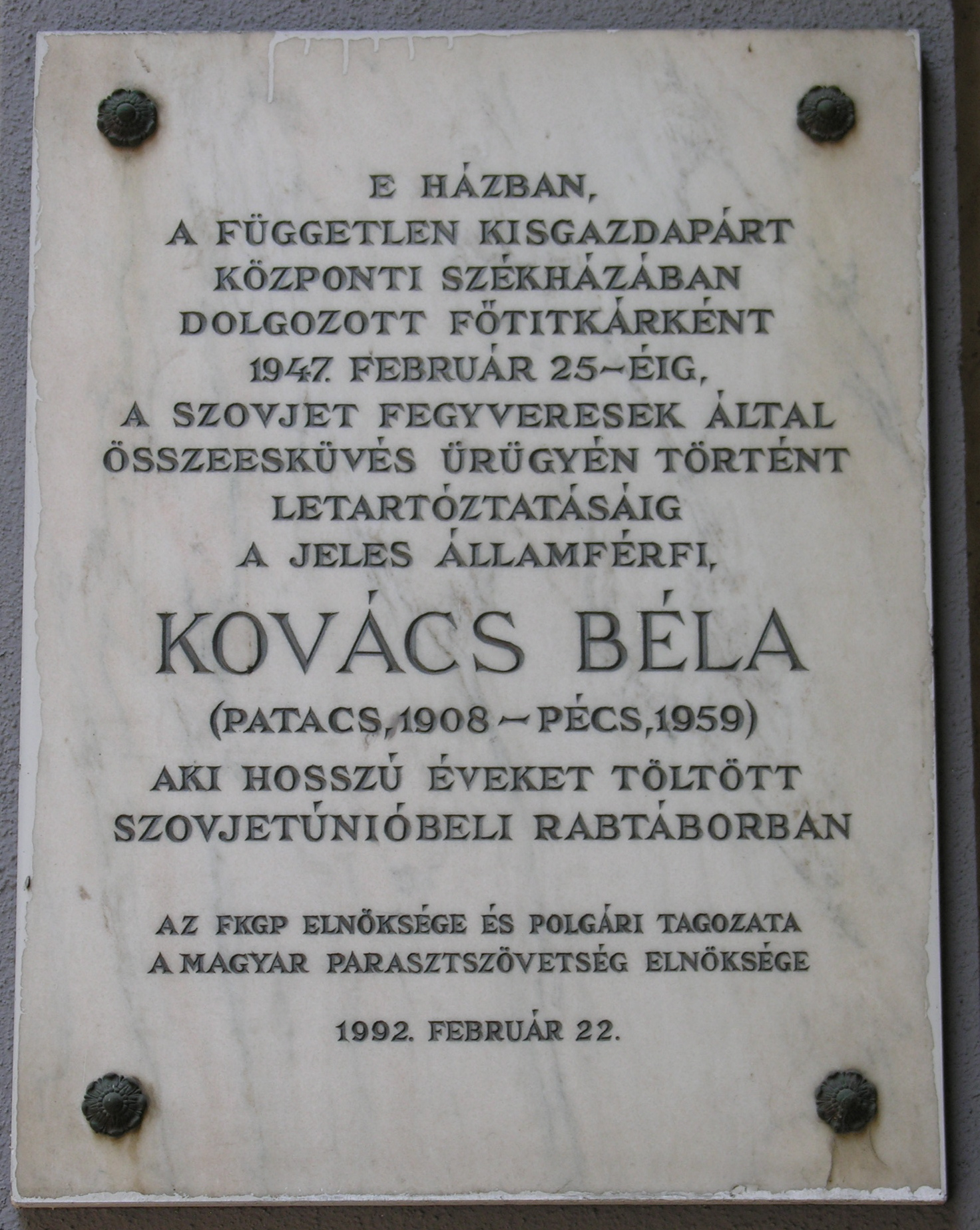
Gedenktafel in der Semmelweis utca im V. Budapester Bezirk

Nachdem Béla Kovács zwei Jahre lang das Amt des Generalsekretärs der Kleinlandwirte-Partei ausübte, wurde er am 25. Februar 1947 von der sowjetischen Polizei verhaftet. Ihm wurde vorgeworfen, er habe eine Verschwörung gegen die Republik geplant. Angeblich soll er mit der Organisation Magyar Közösség (Ungarische Gemeinschaft) versucht haben, das Regime des früheren Reichsverwesers Miklós Horthy wiederzuerrichten. Ohne ihm einen Prozess zu machen, wurde Kovács in eines der gefürchteten Arbeitslager in Sibirien gebracht und sollte dort über einen Zeitraum von zwanzig Jahren Zwangsarbeit verrichten. 
Nach acht Jahren in sibirischen Lagern wurde er 1955 von der Sowjetunion wieder zurück nach Ungarn gebracht. Mittlerweile hatte sich die Situation bezüglich des Umgangs mit inländischen Gegnern in Russland durch den Tod Stalins verbessert. Im April 1956 folgte die Freilassung von Béla Kovács.

## Letzte Lebensjahre
Während des ungarischen Volksaufstands 1956 gegen die kommunistischen Machthaber und die sowjetische Besatzungsmacht war Béla Kovács mitverantwortlich für die Neugründung der Unabhängigen Partei der Kleinlandwirte und wurde Vorsitzender der Partei. Ebenfalls bekleidete er während des Volksaufstandes ab dem 27. Oktober 1957 die Position des Landwirtschaftsministers in der Regierung von Imre Nagy. Er verhandelte mit János Kádár, der mit sowjetischer Unterstützung die Ungarische Sozialistische Arbeiterpartei gründete und in Ostungarn eine Gegenregierung bildete, über einen möglichen Ausgleich. 
Schließlich schlugen jedoch sowjetische Truppen den Volksaufstand nieder, stürzten die Regierung Nagy und setzten Kádár als neuen Machthaber ein. Kovács zog sich zunächst aus der Politik zurück, ehe er 1958 Parlamentsabgeordneter wurde. Dieses Mandat konnte er jedoch wegen eines Lungenleidens, einer Folge seiner sowjetischen Gefangenschaft, nicht mehr ausüben.
Er starb am 21. Juni 1959 an den Spätfolgen der Gefangenschaft.